# کلیسای جامع ارتدکس صربستان سنت مایکل (تورنتو)
الگو:Infobox Church
کلیسای سن مایکل (انگلیسی: Saint Michael the Archangel Serbian Orthodox Church) در تورنتو،  انتاریو، کانادا یک کلیسای ارتدکس شرقی صرب است که به دلیل تاریخ پرفراز و نشیب، عضو کلیسای ارتدکس صربستان نیست.
در سال ۲۰۰۸، این کلیسا در رویداد سالانه درها باز می‌شود تورنتو به نمایش گذاشته شد.